# 聖本尼迪克特 (明尼蘇達州)
聖本尼迪克特（英語：St. Benedict）是位於美國明尼蘇達州斯科特縣海倫娜鎮區的一個非建制地區。

## 地理
聖本尼迪克特所處的海拔為高於海平面280米（即919英呎），而該地所採用的時區為UTC-6，即北美中部時區（CST）。同時該地設有夏令時間，為UTC-6調快一小時，即UTC-5（CDT）。